# بيرت هودجكينسون (لاعب كرة قدم)
بيرت هودجكينسون (بالإنجليزية: Bert Hodgkinson)‏ (1 ديسمبر 1903 في المملكة المتحدة - 1974) هو لاعب كرة قدم بريطاني (وحمل سابقاً جنسية المملكة المتحدة لبريطانيا العظمى وأيرلندا) في مركز الدفاع. لعب مع توتنهام هوتسبير ونادي بارنسلي ونادي كرو ألكساندرا وColwyn Bay F.C. ‏.